# David Jones (poète)
Pour les articles homonymes, voir David Jones et Jones.
David Jones, Companion of Honour (1er novembre 1895 – 28 octobre 1974), est à la fois un artiste plastique et l'un des plus importants poètes modernistes britanniques de la première génération.
Son œuvre reçoit l'influence à la fois de son origine galloise et de son éducation catholique. T. S. Eliot le considérait comme un écrivain de premier plan, et son The Anathema (L'Anathème) était considéré par W. H. Auden comme le plus important long poème de langue anglaise du XXe siècle.

## Biographie

### Jeunesse et formation
Walter David Michael Jones est né en 1895 à Howson Road, à Brockley, dans le Kent (maintenant dans la banlieue sud-est de Londres).
Son père, James Jones, était né à Flintshire, dans le nord du pays de Galles, dans une famille de langue galloise ; il fut dissuadé de parler gallois par son père, qui, comme bien d'autres parents gallois de l'époque, pensaient que l'utilisation du gallois comme langue habituelle ne ferait que freiner la carrière de son enfant. James Jones déménagea à Londres pour travailler comme superviseur chez un imprimeur pour la Christian Herald Press, et c'est là qu'il rencontra sa femme, Alice, née et élevée à Londres. Ils eurent trois enfants, Harold (qui mourut de la tuberculose à la fin de l'adolescence), Alice, et Walter David, connu plus tard sous le seul nom de David.
David Jones montre très tôt des dispositions artistiques, participant même à des expositions d'œuvres d'art exécutées par des enfants. Il écrit que, à compter de l'âge de six ans, il sait qu'il consacrera sa vie à l'art. À quatorze ans, il persuade ses parents de lui permettre d'abandonner l'école traditionnelle pour une école d'art, et, en 1909, il au Camberwell College of Arts, où il découvre le travail des impressionnistes et des préraphaélites.
Lorsque éclate la Première Guerre mondiale, David Jones s'engage au Royal Welsh Fusiliers et sert sur le front de l'ouest jusqu'à la fin de la guerre. Son expérience de la vie des tranchées s'avère très importante pour son œuvre ultérieure, tant sa peinture que sa poésie, en particulier sa participation au combat du bois de Mametz.
Il meurt à Harrow, dans le Middlesex, en 1974. Sa tombe se trouve à Crofton Park, Lewisham, SE13, près de Brockley.

### Carrière d'artiste
Après la guerre, David Jones entre à la Westminster School or Art, où il se prend d'intérêt pour le post-impressionnisme, et où il étudie sous la direction de l'artiste anglais Walter Sickert, entre autres enseignants d'influence. Il devient également de plus en plus intéressé par le catholicisme, et en 1921, il se convertit, sous le nom de « Michael ».
C'est probablement le prêtre qui reçoit David Jones au sein de l'église, le Père John O'Connor (en fait, le modèle du Père Brown de G. K. Chesterton), qui lui suggère de se mettre en rapport avec l'artiste catholique Eric Gill. Gill dirige la guilde de Saint-Joseph-et-Saint-Dominique, à Ditching, dans le Sussex, fondée sur le modèle de la guilde médiévale.
David Jones entre alors dans la guilde et apprend la gravure sur bois et sur cuivre, et s'adonne à quelques expérimentations sur le travail de sculpture du bois. Jones produit rapidement quelques illustrations pour la St. Dominic's Press, et il réalisera plus tard des illustrations pour Golden Cockerel Press (en) (Les Presses du Coq d'Or), une presse privée d'art, pour le compte de laquelle il illustre le Cockerel lui-même en 1925.

### Carrière de poète
Bien qu'il s'efforce de retranscrire son expérience de la guerre depuis déjà quelque temps, ce n'est qu'en 1937 que David Jones publie son premier texte.
In Parenthesis, publié par Faber and Faber avec une introduction de T. S. Eliot, est écrit dans un mélange de prose et de vers : cette œuvre défie la catégorisation, soit comme poème, soit comme roman, et les critiques ne sont toujours pas d'accord sur le terme qui s'y applique le mieux. Les débuts littéraires de David Jones furent salués par la critique, et reçut l'admiration d'autres poètes tels que T. S. Eliot et W. B. Yeats.
Son ouvrage suivant, The Anathema, apparait en 1952 (de nouveau publié par Faber). Inspiré en partie par un voyage en Palestine durant lequel il est frappé par le parallèle historique entre l'occupation de la région par les Romains, puis par les Britanniques, le livre a recours à des éléments des débuts de l'histoire et de la mythologie anglaises, ainsi que de l'histoire et des mythes des pays de la Méditerranée pour explorer la possibilité que de petites cultures puissent résister au pouvoir d'un empire.

### Carrière d'essayiste
David Jones écrit un certain nombre d'essais sur des questions d'art, de littérature, de religion et d'histoire. Il écrit aussi l'introduction de quelques livres, tels que les Wild Tales de George Borrow. Sur la BBC (Third Programme), il donne également des entretiens.
Ses essais sont rassemblés dans deux volumes, Epoch and Artist (Faber, 1959) et The Dying Gaul, autre volume posthume revu par un ami proche et publié également par Faber en 1978.